# Festival Internacional de Cine de Berlín de 1971
La 21ª edición del Festival de Cine de Berlín se llevó a cabo desde el 26 de junio al 6 de julio de 1971 con el Zoo Palast como sede principal. El Oso de Oro fue otorgado a la cinta italiana El jardín de Finzi-Contini dirigida por Vittorio De Sica.
El Fórum de Jóvenes Directores (en 1987 renombrado Fórum Internacional del Nuevo Cine) se estrenó en esta edición.

## Jurado
Las siguientes personas fueron escogidas para el jurado de esta edición:
Jurado oficial
- Bjørn Rasmussen (Dinamarca) - Presidente
- Ida Ehre (RFA)
- Walter Albuquerque Mello, (Brasil)
- Paul Claudon, (Francia)
- Kenneth Harper, (Reino Unido)
- Mani Kaul, (India)
- Charlotte Kerr, (RFA)
- Rex Reed, (EE. UU.)
- Giancarlo Zagni, (Italia)

## Películas en competición
La siguiente lista presenta a las películas que compiten por Oso de Oro:
| Título en español                                     | Título original                                       | Director(es)                                                                                             | País              |
| ----------------------------------------------------- | ----------------------------------------------------- | --- | ----------------- |
| 1501 1/2                                              | 1501 1/2                                              | Paul B. Price                                                                                            | EE. UU.           |
| Ai futatabi                                           | Ai futatabi                                           | Kon Ichikawa                                                                                             | Japón             |
| Ang.: Lone                                            | Ang.: Lone                                            | Franz Ernst                                                                                              | Dinamarca         |
| Argentina, mayo de 1969: Los caminos de la liberación | Argentina, mayo de 1969: Los caminos de la liberación | Octavio Getino, Nemesio Juárez, Rodolfo Kuhn, Jorge Martín, Humberto Ríos, Eliseo Subiela and Pablo Szir | Argentina         |
| La carcoma                                            | Beröringen                                            | Ingmar Bergman                                                                                           | Suecia            |
| Bendice a los animales y a los niños                  | Bless the Beasts and Children                         | Stanley Kramer                                                                                           | EE. UU.           |
| El ídolo caído                                        | Bloomfield                                            | Richard Harris                                                                                           | Reino Unido       |
| Como Era Gostoso o Meu Francês                        | Como Era Gostoso o Meu Francês                        | Nelson Pereira dos Santos                                                                                | Brasil            |
| Personajes desesperados                               | Desperate Characters                                  | Frank D. Gilroy                                                                                          | EE. UU.           |
| Die ersten Tage                                       | Die ersten Tage                                       | Herbert Holba                                                                                            | Austria           |
| El zorro y la raposa                                  | Dulcima                                               | Frank Nesbitt                                                                                            | Reino Unido       |
| El Decamerón                                          | Il Decameron                                          | Pier Paolo Pasolini                                                                                      | Italia            |
| El jardín de Finzi-Contini                            | Il giardino dei Finzi-Contini                         | Vittorio De Sica                                                                                         | Italia            |
| In continuo                                           | In continuo                                           | Vlatko Gilić                                                                                             | Yugoslavia        |
| Jaider, der einsame Jäger                             | Jaider, der einsame Jäger                             | Volker Vogeler                                                                                           | RFA               |
| El gato                                               | Le Chat                                               | Pierre Granier-Deferre                                                                                   | Francia, Italia   |
| Love Is War                                           | Love Is War                                           | Ragnar Lasse-Henriksen                                                                                   | Noruega           |
| Lyckliga skitar                                       | Lyckliga skitar                                       | Vilgot Sjöman                                                                                            | Suecia            |
| La mujer más explosiva del mundo                      | Ninì Tirabusciò, la donna che inventò la mossa        | Marcello Fondato                                                                                         | Italia, Francia   |
| Die Ordnung                                           | Die Ordnung                                           | Bohumil Stepan y Boris von Borresholm                                                                    | RFA               |
| Cuatro noches de un soñador                           | Quatre nuits d'un rêveur                              | Robert Bresson                                                                                           | Francia, Italia   |
| Rdeče klasje                                          | Rdeče klasje                                          | Živojin Pavlović                                                                                         | Yugoslavia        |
| Cita en Bray                                          | Rendez-vous à Bray                                    | André Delvaux                                                                                            | Francia y Bélgica |
| Wer im Glashaus liebt...                              | Wer im Glashaus liebt...                              | Michael Verhoeven                                                                                        | RFA               |
| Viva la muerte                                        | Viva la muerte                                        | Fernando Arrabal                                                                                         | Francia, Túnez    |
| Whity                                                 | Whity                                                 | Rainer Werner Fassbinder                                                                                 | RFA               |

### Fórum de jóvenes cineastas
La siguiente lista presenta a las películas que aparecieron en esta sección:
| Título en español                                      | Título original                                                           | Director(es)                  | País             |
| ------------------------------------------------------ | ------------------------------------------------------------------------- | ----------------------------- | ---------------- |
| The Murder of Fred Hampton                             | The Murder of Fred Hampton                                                | Howard Alk                    | EE. UU.          |
| Bananera libertad                                      | Bananera libertad                                                         | Peter von Gunten              | Suiza            |
| La bandera que levantamos                              | La bandera que levantamos                                                 | Mario Jacob y Eduardo Terra   | Uruguay          |
| La Bataille des dix millions                           | La Bataille des dix millions                                              | Chris Marker y Valérie Mayoux | Francia y Cuba   |
| Gishiki                                                | Gishiki                                                                   | Nagisa Ôshima                 | Japón            |
| Chicago 70                                             | Chicago 70                                                                | Kerry Feltham                 | EE. UU.          |
| Geschichten vom Kübelkind                              | Geschichten vom Kübelkind                                                 | Edgar Reitz y Ula Stöckl      | RFA              |
| Der große Verhau                                       | Der große Verhau                                                          | Alexander Kluge               | RFA              |
| Ich liebe dich, ich töte dich                          | Ich liebe dich, ich töte dich                                             | Uwe Brandner                  | RFA              |
| James ou pas                                           | James ou pas                                                              | Michel Soutter                | Suiza            |
| La memoria di Kunz                                     | La memoria di Kunz                                                        | Ivo Barnabò Micheli           | Italia           |
| Monangambé                                             | Monangambé                                                                | Sarah Maldoror                | Angola           |
| No es perverso ser homosexual, perverso es el contexto | Nicht der Homosexuelle ist pervers, sondern die Situation, in der er lebt | Rosa von Praunheim            | RFA              |
| No pincha!                                             | No pincha!                                                                | Tobias Engel                  | Francia          |
| Olimpia agli amici                                     | Olimpia agli amici                                                        | Adriano Aprà                  | Italia           |
| Obsesión                                               | Ossessione                                                                | Luchino Visconti              | Italia           |
| Ostia                                                  | Ostia                                                                     | Sergio Citti                  | Italia           |
| Anaparastasi                                           | Anaparastasi                                                              | Theodoros Angelopoulos        | Grecia           |
| Murallas de arcilla                                    | Remparts d'argile                                                         | Jean-Louis Bertuccelli        | Argelia, Francia |
| La salamandra                                          | La salamandre                                                             | Alain Tanner                  | Suiza y Francia  |
| La felicidad                                           | Schaste                                                                   | Aleksandr Medvedkin           | URSS             |
| La sexta parte del mundo                               | Shestaya chast mira                                                       | Dziga Vertov                  | URSS             |
| Tropici                                                | Tropici                                                                   | Gianni Amico                  | Italia           |
| Umano, non umano                                       | Umano, non umano                                                          | Mario Schifano                | Italia           |
| Voto + fusil                                           | Voto + fusil                                                              | Helvio Soto                   | Chile            |
| Wechma                                                 | Wechma                                                                    | Hamid Benani                  | Marruecos        |
| Los misterios del organismo                            | W.R. - Misterije organizma                                                | Dusan Makavejev               | Yugoslavia       |

## Palmarés
Los siguientes premios fueron entregados por el jurado profesional:
- Oso de Oroː El jardín de Finzi-Contini de Vittorio De Sica
- Oso de Plata a la mejor actriz:
  - Simone Signoret por El gato
  - Shirley MacLaine por Personajes desesperados
- Oso de Plata al mejor actor: Jean Gabin por El gato
- Oso de Plata. Premio extraordinario del jurado:
  - Ragnar Lasse-Henriksen por Love Is War
  - Frank D. Gilroy por Personajes desesperados
- Oso de Plata. Premio extraordinario del jurado: El Decamerón de Pier Paolo Pasolini
- Reconocimiento especial: Ang.: Lone de Franz Ernst